# Rytidosperma thomsonii
Rytidosperma thomsonii là một loài thực vật có hoa trong họ Hòa thảo. Loài này được (Buchan.) Connor & Edgar miêu tả khoa học đầu tiên năm 1979.